# Giuseppe Alberti (Maler)

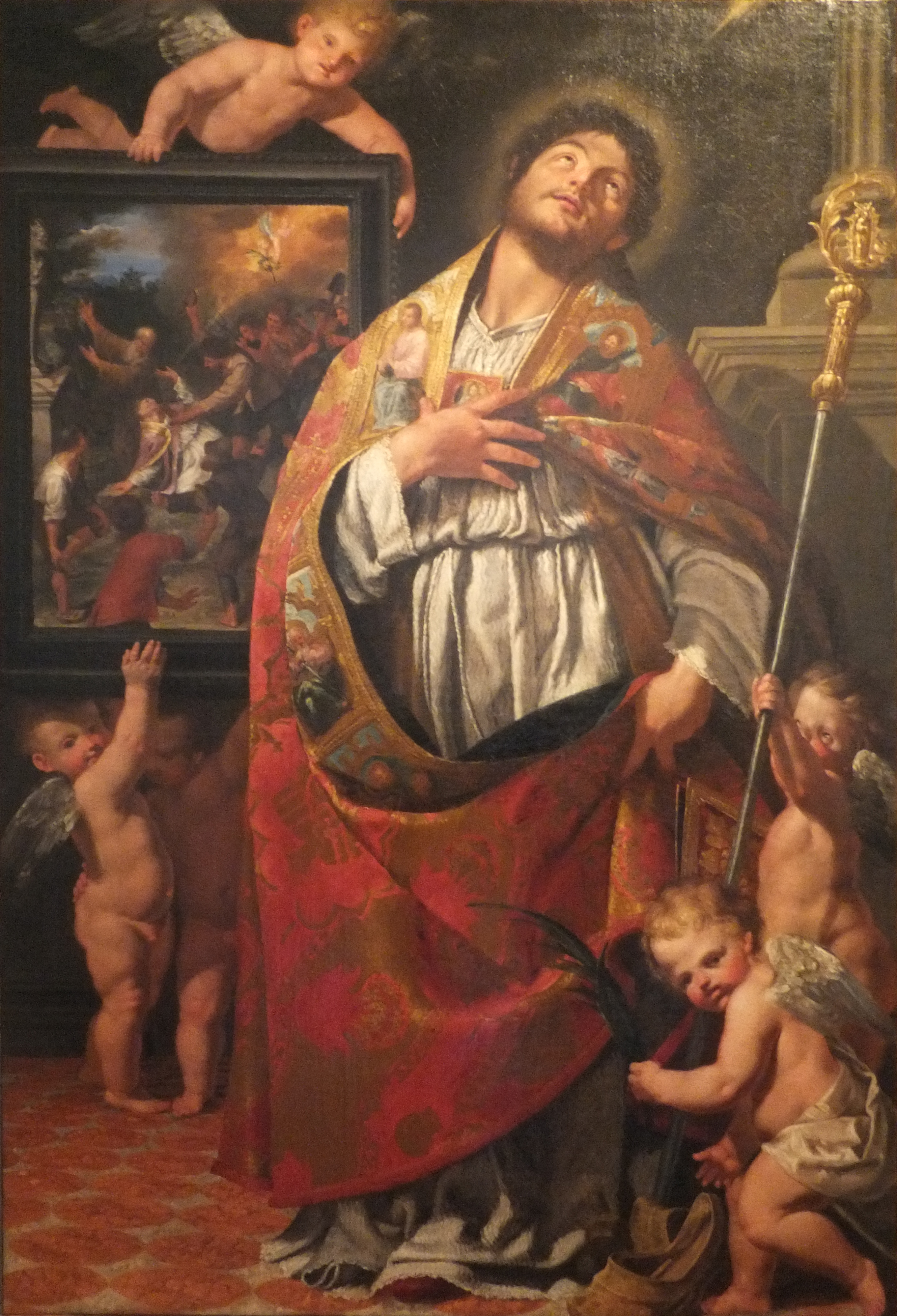
Giuseppe Alberti: Hl. Vigilius von Trient (1673) (Tridentinisches Diözesanmuseum)

Giuseppe Alberti (* 3. oder 8. Oktober 1640 in Cavalese oder Tesero, Fleimstal, Trentino; † 3. Februar 1716 in Cavalese) war ein italienischer Maler und Architekt der Barockzeit. Seine von ihm begründete Malerschule hatte weitreichenden Einfluss im Trentino und in Südtirol.
Der Barockkünstler Giuseppe Alberti darf nicht mit dem gleichnamigen Maler Giuseppe Alberti (1763–1845) verwechselt werden.

## Leben
Giuseppe Alberti entstammte einer adeligen Notarsfamilie, die aus Bormio ins Fleimstal zugezogen war. Giuseppe war das vorletzte (achte oder zehnte) Kind von Bernardino Alberti und dessen Gattin Caterina Betta di Varena und wurde dem geistlichen Stand geweiht. 1665 erhielt er die Priesterweihe. Er besuchte jedoch von 1664 bis 1667 medizinische und juridische Vorlesungen an der Universität Padua, die er aber wegen seines zunehmenden Interesses für die Malerei nicht beendete.
Nachdem er zunächst bei einem unbekannten einheimischen Künstler mit dem venezianischen Manierismus bekannt geworden war, änderte sich durch seine Lehre bei Pietro Liberi 1668–1673 sein Stil. Vermutlich gelangte er in den folgenden Jahren nach Rom, wo er die Kunst des Freskos kennen lernte und wohl auch die Architektur studierte. Ab 1682 hielt er sich dann wieder im Trentino auf, hauptsächlich im Raum von Trient und Bozen. Unterbrochen wurde dieser Aufenthalt lediglich durch einen Auftrag in Vicenza 1687/88.

## Werke (Auswahl)
Alberti erlangte durch seine Malerei überregionale Bekanntheit. Seine Malerschule wurde von Michelangelo Unterberger, Paul Troger und Johann Georg Dominikus Grasmair besucht.

### Maler
- Hl. Cäcilia, Tiroler Landesmuseum Innsbruck (1673)
- Pala di San Vigilio, Castello del Buonconsiglio, Trient
- Fresken der Giunta Albertiana, Castello del Buonconsiglio, Trient
- Fresken im Palazzo Leoni Montanari, Vicenza
- Madonna mit Kind, Stadtmuseum Bozen
- Madonna mit Kind und hl. Josef, Stadtmuseum Bozen
- Altarbild „Die Verzückung des hl. Franziskus“ und Gemälde der hll. Paul und Antonius, Maria Ägyptiaca und des Eremiten Paul, Kapuzinerkonvent Brixen
- Deckenfresko „Triumph der Keuschheit“ im Ansitz Hirschprunn, Hauptplatz 5, und Deckenfresko der Hl. Sippe mit den Evangelisten in der Kapelle, Margreid (1681)
- Fresken, Altarbilder und Plan der Pfarrkirche Margreid (um 1694)
- Acht Gemälde mit Ordensgründern, Kloster Fiecht (1703)
- Fresken in der Franziskanerkirche in Cavalese
- Fresken in der Cappella del Suffragio in der Pfarrkirche in Riva del Garda
- Fresken im Augustinerkloster in San Michele all’Adige

### Architekt
- Cappella del Crocifisso, Dom von Trient (1682–1688)
- Giunta Albertiana, Castello del Buonconsiglio, Trient (1687–1688)

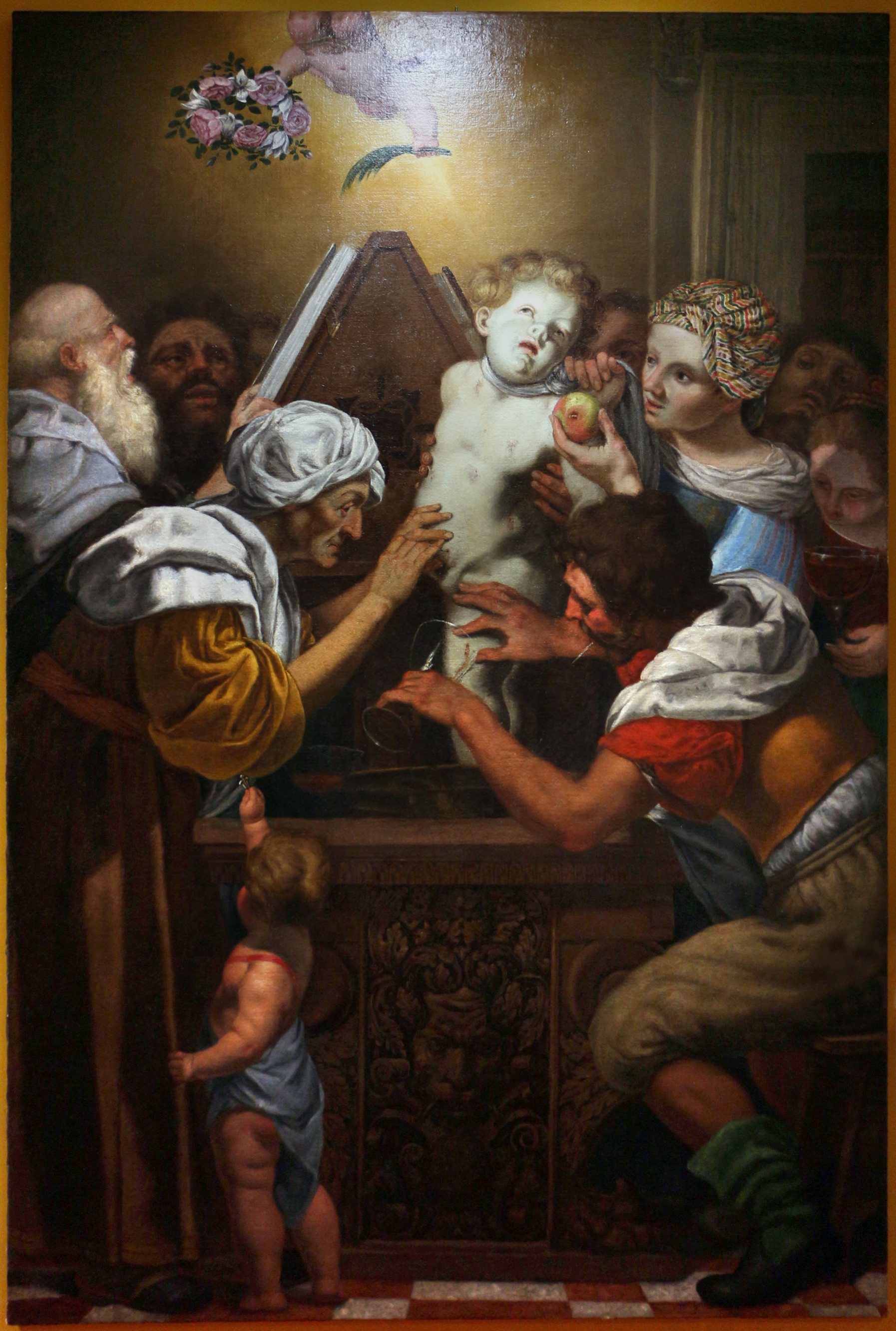
Martyrium des Simon von Trient (1677) – Castello del Buonconsiglio
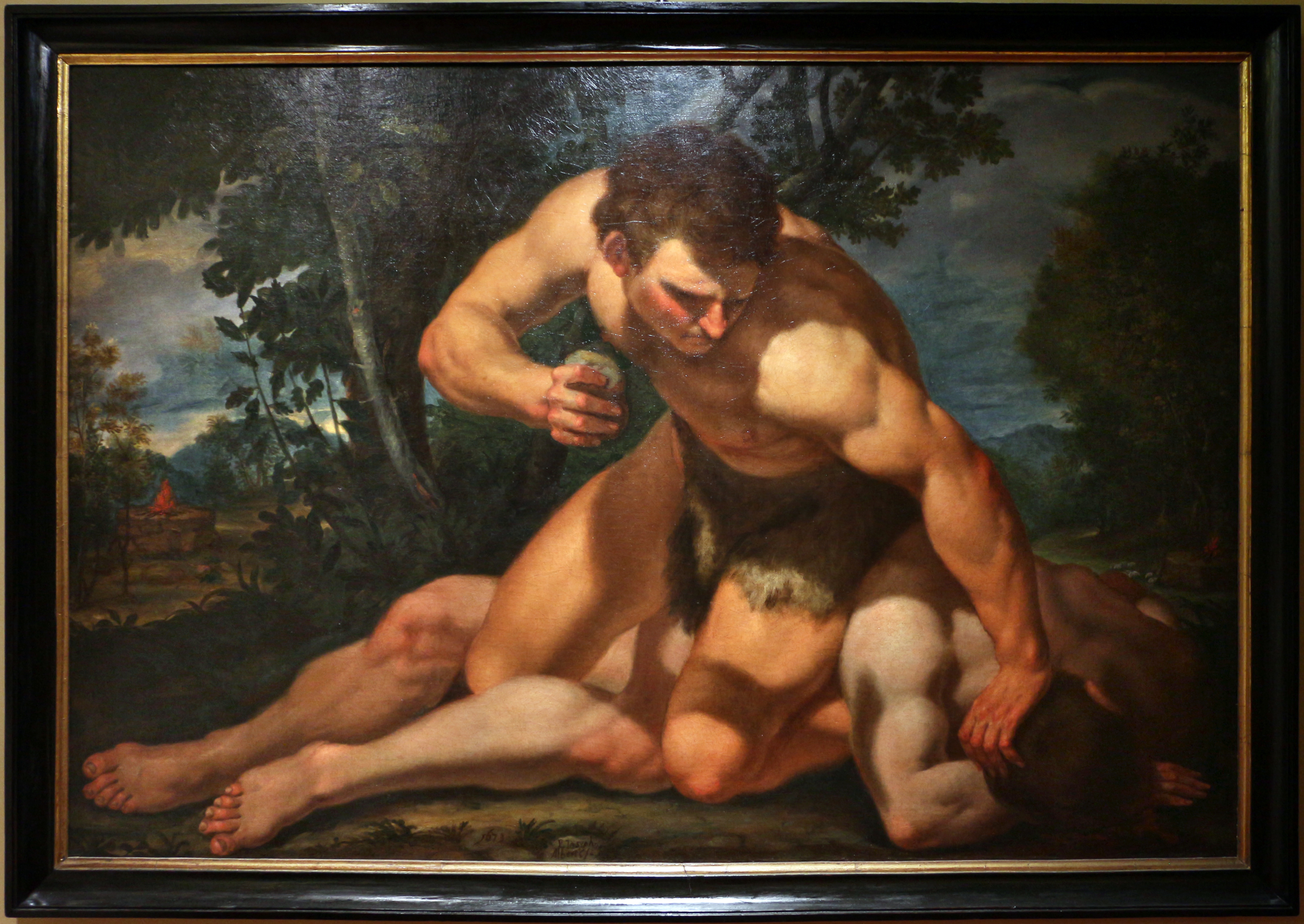
Tötung Abels durch Kain (1673) – Castello del Buonconsiglio
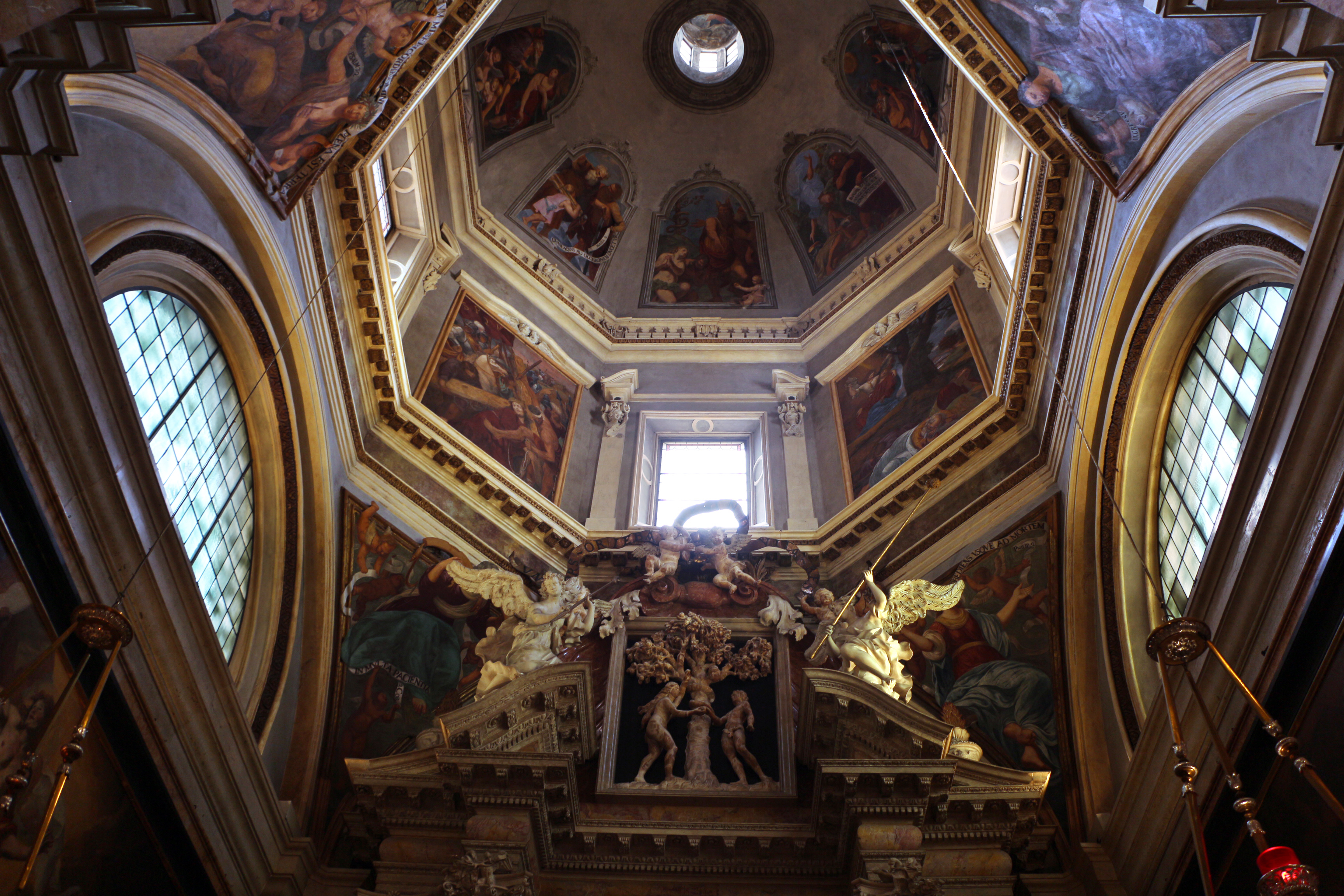
Cappella del Crocifisso (1682–1688) – Dom von Trient
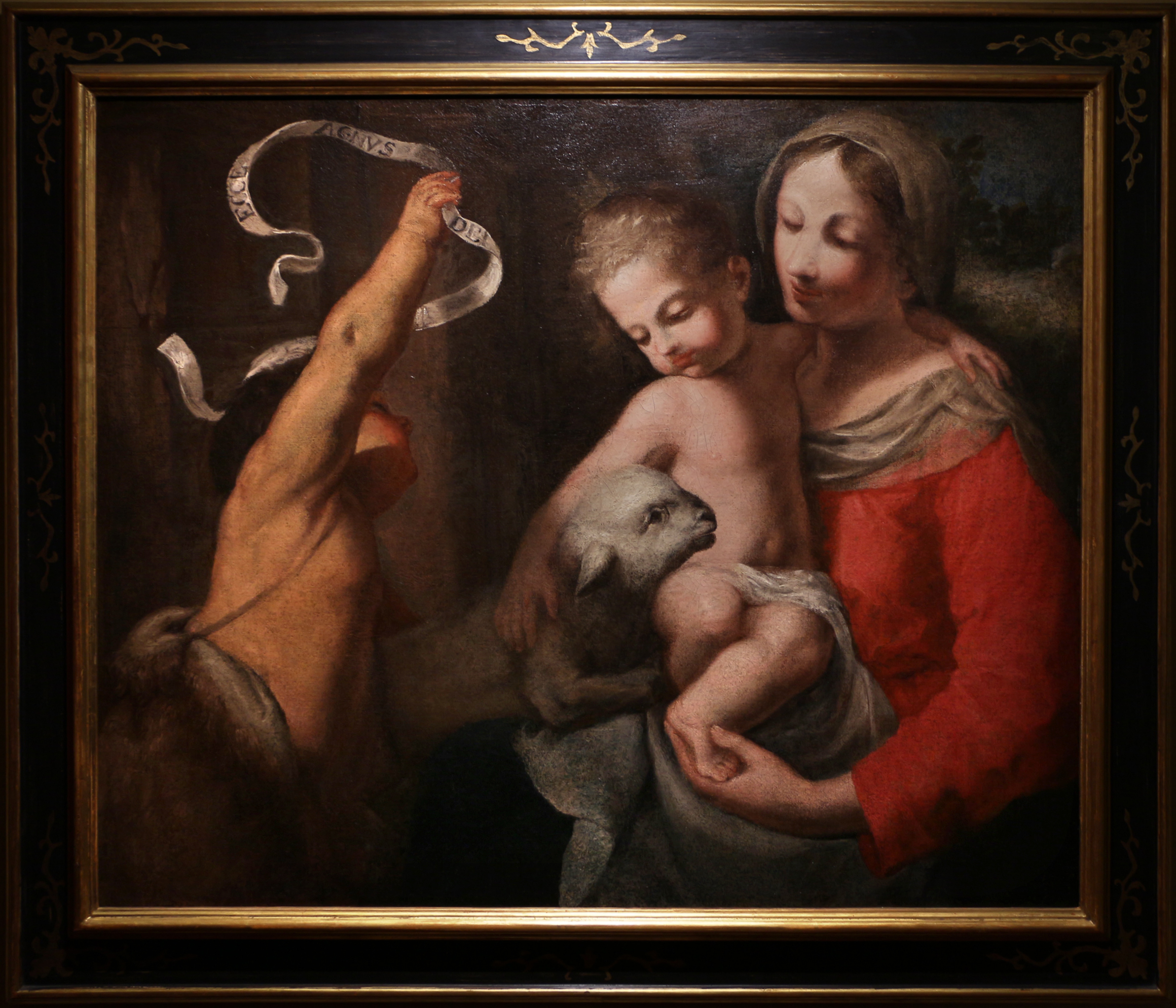
Madonna mit Kind (1688) – Castello del Buonconsiglio